# Hymenocallis guerreroensis
Hymenocallis guerreroensis är en amaryllisväxtart som beskrevs av Thaddeus Monroe Howard. Hymenocallis guerreroensis ingår i släktet Hymenocallis och familjen amaryllisväxter. Inga underarter finns listade i Catalogue of Life.